# Pterospermum pectiniforme
Pterospermum pectiniforme är en malvaväxtart som beskrevs av André Joseph Guillaume Henri Kostermans. Pterospermum pectiniforme ingår i släktet Pterospermum och familjen malvaväxter. Inga underarter finns listade i Catalogue of Life.